# Дейксис
Де́йксис (дав.-гр. δεῖξις, латиніз. вказівка) у лінгвістиці — вказівка як значення або функція мовної одиниці, яке виражається лексичними і граматичними засобами.
Сфера дейксису включає:
- Вказівку на учасників мовного акту (рольовий дейксис), виражається різноманітними видами займенників (я, ти, мій, твій)
- Вказівку на ступінь віддаленості об’єкту висловлювання, виражається вказівними займенниками та частками (цей — той, ось — он)
- Вказівку на 
  - часову (вже, зараз, скоро, колись) і
  - просторову ( виражається займенниковими прислівниками тут, там, десь ) локалізацію (хронотопічний дейксис)